# 帕拉馬贊麗魚
帕拉馬贊麗魚，為輻鰭魚綱鱸形目隆頭魚亞目慈鯛科的其中一種，被IUCN列為易危保育類動物，分布於南美洲蓋亞那馬扎魯尼河流域，體長可達7.4公分，棲息在植被覆蓋的溪流及氾濫區，生活習性不明。